# Comboio PQ 17
PQ 17 foi um comboio do Ártico aliado durante a Segunda Guerra Mundial. O comboio foi a primeira grande operação naval anglo-americana sob comando britânico; Na opinião de Churchill, isso encorajou uma abordagem mais cuidadosa aos movimentos da frota. O desastre do comboio demonstrou a dificuldade de transportar suprimentos adequados através do Ártico, especialmente durante o sol da meia-noite de verão.

## Antecedentes

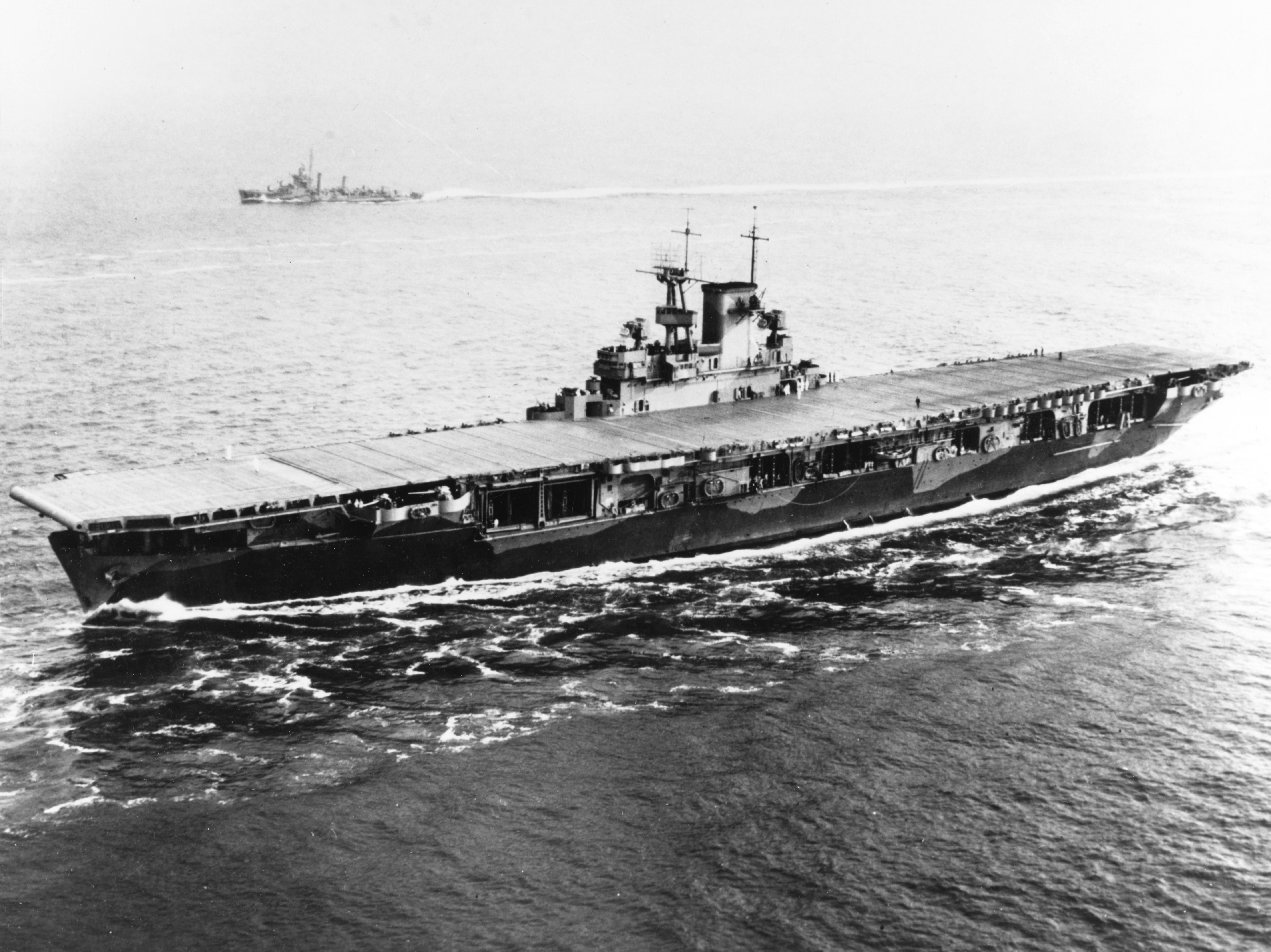
entrando em Hampton Roads em 26 de maio de 1942.

Com a Operação Barbarossa, o início da guerra alemã contra a União Soviética, os britânicos e os americanos, os governos concordaram em enviar incondicional ajuda aos seus aliados soviéticos. A missão Anglo-Americana Beaverbrook-Harriman visitou Moscou, em outubro de 1941, comprometendo-se a uma série de entregas de munições para a União Soviética. A maneira mais direta para transportar esses materiais era por mar em torno do Cabo Norte, através da águas do Ártico para os portos de Murmansk e de Arkhangelsk. O acordo afirmava que o governo soviético era responsável por receber os suprimentos em navios soviéticos em portos britânicos ou americanos. No entanto, uma vez que os soviéticos não tinham navios suficientes para as quantidades de ajuda enviadas pelos aliados ocidentais à União Soviética, os navios britânicos e americanos começaram a constituir uma proporção crescente do tráfego de comboios.
Embora a defesa de comboios no Ártico era da responsabilidade da Marinha Real Britânica, o almirante americano, Ernest King atribuído a Força-Tarefa 39 (TF 39) — construída sobre o porta-avião USS Wasp e o encouraçado USS Washington — para apoiar os britânicos.
O primeiro comboio partiu de Reino Unido, em agosto de 1941, dois meses após o início da Operação Barbarossa. Na primavera de 1942, doze comboios adicionais fizeram a passagem com a perda de apenas um dos 103 navios. A partir de então, a ameaça de ataques aos comboios aumentou, com os alemães se preparando para interromper o fluxo de suprimentos para a URSS com todos os recursos à sua disposição, incluindo a base de navios pesados na Noruega. Em 1941, a Kriegsmarine já tinha começado a concentrar a suas forças na Noruega no inverno, para evitar uma invasão britânica a Noruega e para obstruir as linhas aliadas de abastecimento para a União Soviética. O couraçado Tirpitz foi enviado para Trondheim em janeiro, onde ele foi acompanhado pelo cruzador pesado Admiral Scheer e, em Março, pelo cruzador pesado Admiral Hipper. Os couraçados Scharnhorst e Gneisenau e o cruzador pesado Prinz Eugen também foram enviados para águas do Ártico, mas caíram vítima de ataques aéreos aliados e tiveram que voltar para reparos. Os Alemães tinham bases ao longo da costa norueguesa, o que significava, até porta-aviões de escolta tornarem-se disponíveis, comboios aliados tinham a velejar nessas áreas sem a devida defesa contra aeronaves e submarinos de ataque.

## Planos Britânico

Posição aproximada dos naufrágios

A inteligência naval britânica em junho, informou a Operação Rösselsprung, sobre o plano alemão de trazer as principais unidades navais para atacar o próximo comboio viajando para o leste, a leste de Ilha do Urso. Assim, o exército alemão teria de operar perto da costa norueguesa, com o apoio de terra, de ar e de reconhecimento marcante forças, com apoio das forças de reconhecimento e ataque aéreo em terra, com um quadro de submarinos nos canais entre Spitsbergen e a Noruega. Aliado cobrindo forças, por outro lado, seria sem apoio aéreo, a mais de mil e quinhentos quilômetros de sua base, e com os contratorpedeiros com muito pouco combustível para escolta de um navio danificado para o porto.
Para evitar tal situação, o Almirantado emitiu instruções em 27 de junho, o que permitiu que o comboio fosse recuado temporariamente para encurtar a distância até a base aliada mais próxima. No caso, os movimentos de superfície do inimigo ocorreram mais tarde do que o esperado, tornando essas instruções desnecessárias. O Almirantado também instruiu a segurança do comboio de superfície de ataque para o oeste do Urso Ilha dependia Aliado das forças de superfície, enquanto que para o lado do oriente era para ser cumprida por submarinos Aliados. O Almirantado também instruiu a segurança do comboio de ataque à superfície para o oeste da Ilha dos Ursos dependia das forças de superfície dos Aliados, enquanto que para o leste era para ser encontrado pelos submarinos aliados. Além disso, a força de cobertura do cruzador do comboio não deveria ir para o leste da Ilha dos Ursos, a menos que o comboio fosse ameaçado pela presença de uma força de superfície que o cruzador pudesse combater, nem poderia ir além dos 25 graus do leste sob nenhuma circunstância.
Um comboio chamariz também foi organizado para desviar as forças inimigas, consistindo no Primeiro Esquadrão Minelaying e em quatro barcos carvoeiros, escoltados pelo HMS Sirius e Curacoa, cinco contratorpedeiros e alguns arrastões. Esta força de diversão se agrupou em Scapa Flow, por uma semana, navegando dois dias depois do comboio. O reconhecimento alemão de Scapa durante o período da assembleia não percebeu o chamariz, que também não foi avistado em sua passagem. A operação foi repetida em 1 de julho, novamente sem sucesso. Além disso, no dia 26 de junho, o almirantado aproveitou a oportunidade para passar um comboio do lado oeste, o QP 13, junto com o QP 17. O primeiro era composto de navios mercantes que retornavam de Arkhangelsk, com alguns navios deixando Murmansk. Ele consistia de 35 navios e foi escoltado por cinco destróieres, três corvetas, um navio antiaéreo, três varredores de minas, dois arrastões e, até a área da Ilha dos Ursos, um submarino. Ele foi avistado por aviões alemães em 30 de junho e 2 de julho. já que a tática alemã era concentrar-se em comboios em direção ao leste (carregados), ao invés de oeste comboios em lastro.
Um gelo fresco reconhecimento feito no dia 3 de julho, encontrou a passagem ao norte de Urso Ilha tinha-se alargado. O Almirantado, sugeriu a caravana deve passar pelo menos 50 milhas (80 km) ao norte dela. O oficial sênior do acompanhante (SOE), Comandante J. E. Broome, preferiu ficar em baixa visibilidade na rota original, e para tornar o terreno para o lado do oriente. O contra-almirante Louis Keppel Hamilton, no comando do grupo de cruzadores, decidiu que uma rota mais ao norte era necessária, ordenou que o SOE alterasse o curso do comboio para passar 70 milhas (110 km) ao norte da ilha do Urso e, mais tarde, para abrir a 400 milhas (640 km) a partir de Banak.

## Movimento do comboio e dispersão das forças e escolta

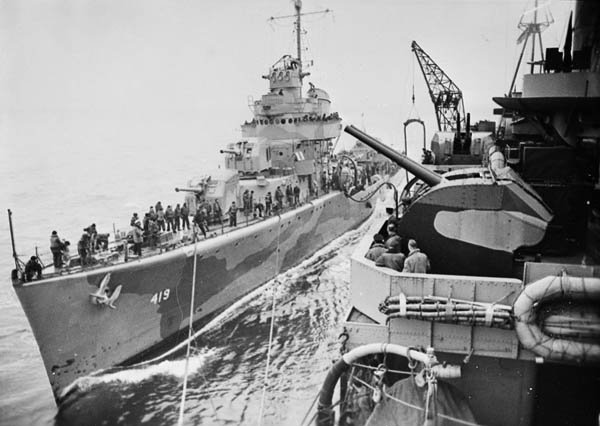
Contratorpedeiro da Marinha dos EUA, USS Wainwright (DD-419), reabastecimento do cruzador da Marinha Real HMS Norfolk (78)

Em 27 de junho, os navios saíram de Hvalfjord, Islândia para a porto de Arkhangelsk , na União Soviética sobe o comando do comodoro John Dowding. Além dos 34 navios mercantes, um navio petroleiro (RFA Grey Ranger) para a escolta e três navios de resgate (Rathlin, Zamalek e Zaafaran) navegaram com o comboio. A escolta foi feita de seis destróieres, quatro corvetas, três caça-minas, quatro arrastões, dois navios antiaéreos, dois submarinos. A rota era mais longa que os comboios anteriores, já que o gelo permitia uma passagem ao norte da ilha do Urso com um desvio evasivo no Mar de Barents. Além disso, todo o comboio estava destinado a Arkhangelsk, porque os recentes ataques aéreos pesados haviam destruído a maior parte de Murmansk. Um navio sofreu uma falha mecânica ao acaba de sair do porto e foi forçado a voltar para trás. Outro, o SS Exford, voltou após ter sofrido danos causados pelo gelo.
Parte do comboio encontrou gelo à deriva durante as negativas condições meteorológicas do Estreito da Dinamarca. Dois navios mercantes foram danificadas e tiveram que voltar para Hvalfjord. Grey Ranger também foi danificado, a sua velocidade reduzida para 8 nós (9,2 mph), e, como era duvidoso se ele poderia enfrentar mau tempo, foi decidido transferi-lo para o abastecimento na posição nordeste de ilha de Jan Mayen trocando por RFA Aldersdale (X34).
Pouco depois de entrar em mar aberto, o comboio foi localizado pelas forças alemães em 1 de julho e rastreado pelo U-456 e sombreado continuamente, exceto por alguns intervalos curtos de neblina. A vigia foi aumentada pela Luftwaffe por BV 138s no mesmo dia. No dia 2 de julho, o comboio avistou o retorno do comboio QP 13. PQ 17 sofreu o seu primeiro ataque aéreo, por nove torpedos de aviões, mais tarde no mesmo dia. Os aviões foram bem sucedidas, mesmo tendo um deles derrubado. Às 13:00 em 3 de julho, PQ 17 destruidor tela foi assistida leste para passar entre Bear Island e Spitsbergen.

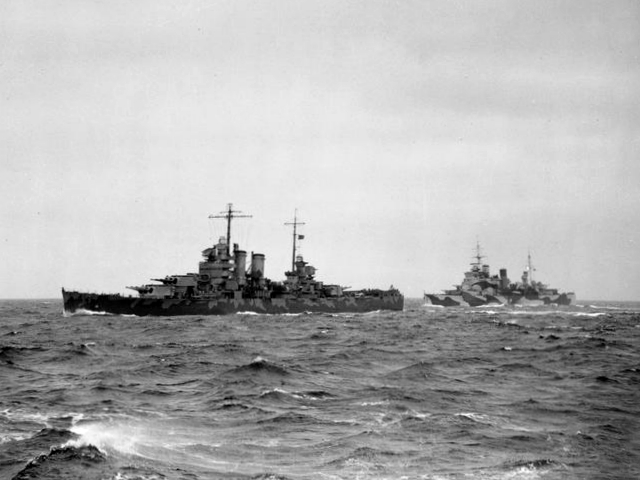
e, parte do PQ 17 do cruzador cobrindo força

Uma aeronave solitária mandou um torpedo e atingiu um cargueiro na manhã de 4 de julho (o cargueiro, SS Christopher Newport, teve que ser afundado pela escolta), e houve uma tentativa de ataque por seis bombardeiros à noite. USS Wainwright com êxito rompeu um ataque aéreo contra o comboio no mesmo dia. Mais tarde na mesma noite, outro ataque — por 25 torpedeiros, realizou — se, afundando SS William Hooper. Dois navios foram afundados, e, pelo menos, quatro aviões foram derrubados.
O Primeiro Lorde do Mar, Almirante Dudley Pound, agindo sobre a informação de que forças navais alemã de superfície, incluindo o encouraçado alemão Tirpitz, estavam se movendo para o interceptar o comboio, ordenou a força que se distancia-se e ordenou a dispersão do comboio. Devido a vacilação por Oberkommando der Wehrmacht (OKW, alemão forças armadas, do alto comando), o ataque peloTirpitz nunca se materializou.
Como a escolta encerrada e as forças dos cruzadores de cobertura se retiravam para o oeste para interceptar os atacantes alemães, os navios mercantes ficaram sem escolta. Os navios mercantes foram atacados por aviões da Luftwaffe e U-boats e dos 34 navios, apenas onze chegaram ao seu destino. Dois navios mercantes britânicos, quatro americanos, um panamenho e dois navios russos chegaram a Arkhangelsk. Dois navios americanos, o SS Samuel Chase e Benjamin Harrison, atracaram em Murmansk, entregando 70 000 tonelada curtas (64 000 t) de carga.
O alemão sucesso foi possível através da interceptação de sinais de comunicação e a análise criptologica alemã.

## Consequência

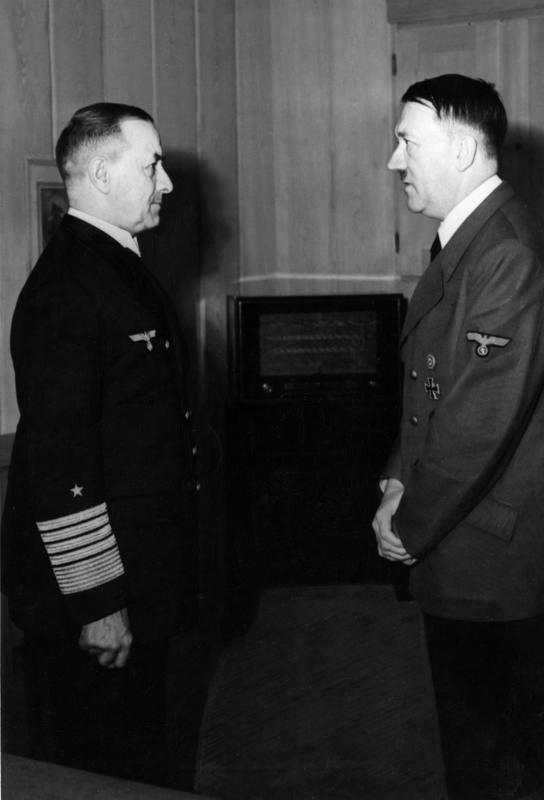
Erich Raeder e Adolf Hitler

A União Soviética não acreditava que tantos navios pudessem se perder em um comboio e acusou abertamente os aliados ocidentais de mentir. O QP 17 piorou as relações soviéticas-aliadas. Joseph Stalin e especialistas navais soviéticos, acharam difícil entender a ordem de dispersão dada pelo almirantado, dado que "os navios de escolta do PQ 17 deveriam voltar para casa, enquanto os barcos de carga deveriam se dispersar e tentar alcançar os portos soviéticos um de cada vez sem qualquer proteção".
O almirante King, já conhecido por desconfiar dos britânicos, ficou furioso com o que considerou ser um fracasso do almirante Pound e prontamente retirou o TF 39, enviando-o para o Pacífico. Ele hesitou em conduzir outras operações conjuntas sob o comando britânico.  Almirante Dan Galeria, USN, servindo na Islândia, na época, chamou PQ 17 "uma página vergonhosa na história naval britânica". e o primeiro-Ministro Winston Churchill chamou o evento de "um dos mais melancolia naval episódios em toda a guerra."
Em uma conferência com Hitler, Kriegsmarine Comandante-em-Chefe do Almirante Raeder , declarou, "...os nossos submarinos e aeronaves, que destruiu totalmente o último comboio, isto obrigou o inimigo a abandonar esta rota temporariamente..." Em vista do PQ 17, o almirantado propôs suspender os comboios no Ártico pelo menos até que o gelo recuasse e a luz do sol da meia-noite passasse. Não foi até setembro que outro comboio partiu para o norte da Rússia. O esquema de defesa do comboio foi revisto, com uma forte e constante escolta de dezasseis destróieres e o primeiro dos novos porta-aviões de escolta, o HMS Avenger, equipado com doze caças.
Em uma reunião com o chefe da Missão Militar Soviética, o almirante Harlamov e o embaixador soviético em Londres, Ivan Maisky, Harlamov criticou a ordem de retirar os cruzadores do PQ 17. Pound ficou furioso e ressentiu-se profundamente da atitude russa. Pound, com raiva, admitiu que o PQ 17 foi dispersado por sua ordem pessoal ". Apesar disso, um inquérito atribuío culpas a ninguém, pois as ordens foram emitidas pela Primeiro Lorde do Mar, mas culpar o almirante Dudley Pound foi considerado politicamente inaceitável.